# Iaroslav Mușinschi
Iaroslav Mușinschi (ur. 8 sierpnia 1976 w Kiszyniowie) – mołdawski lekkoatleta specjalizujący się w biegach długodystansowych, trzykrotny olimpijczyk (Sydney, Pekin, Londyn).

## Przebieg kariery
Debiutował w 1995 występem na mistrzostwach Europy juniorów w Nyíregyháza. Na nich uczestniczył w konkurencji biegu na 3000 m z przeszkodami, odpadł już w eliminacjach, zajmując w nich 10. pozycję. W 1998 roku wziął udział w mistrzostwach Europy seniorów, na których wystartował w konkurencji biegu na 3000 m z przeszkodami i odpadł w eliminacjach po zajęciu w nich 12. pozycji.
W 2000 pierwszy raz w karierze wystartował w letniej olimpiadzie. W ramach olimpijskich zmagań w Sydney wziął udział w konkurencji biegu na dystansie 3000 metrów z przeszkodami – odpadł w eliminacjach, zajmując w nich 11. pozycję z rezultatem czasowym 8:42,04. W 2001 po raz pierwszy przystąpił do rywalizacji w ramach halowych mistrzostw świata. Podczas halowego czempionatu w Lizbonie, sportowiec wziął udział w konkurencji biegu na 3000 m i zajął w eliminacjach 8. pozycję, niedającą mu awansu do dalszego etapu zmagań.
W 2007 był uczestnikiem mistrzostw świata w Osace, na nich przystąpił do konkursu maratonu, ale nie ukończył go. Maraton zdołał ukończyć na dwóch kolejnych igrzyskach olimpijskich – w Pekinie zajął 41. pozycję z czasem 2:21:18, natomiast w Londynie zajął 25. pozycję z czasem 2:16:25.
Jest medalistą mistrzostw kraju, w 2004 i 2005 roku otrzymał srebrny medal w konkurencji biegu na 3000 m z przeszkodami. Jest również wielokrotnym medalistą mistrzostw i halowych mistrzostw Bałkanów w lekkoatletyce (m.in. złote medale mistrzostw w latach 2001-2004).

## Osiągnięcia
| Rok     | Zawody                      | Miasto      | Miejsce | Konkurencja                   | Wynik   |
| ------- | --------------------------- | ----------- | ------- | ----------------------------- | ------- |
| 1995    | Mistrzostwa Europy juniorów | Nyíregyháza | 10. H   | bieg na 3000 m z przeszkodami | 9:21,10 |
| 1998    | Mistrzostwa Europy          | Budapeszt   | 12. H   | bieg na 3000 m z przeszkodami | 8:47,27 |
| 2000    | Letnie igrzyska olimpijskie | Sydney      | 11. H   | bieg na 3000 m z przeszkodami | 8:42,04 |
| 2001    | Halowe mistrzostwa świata   | Lizbona     | 8. H    | bieg na 3000 m (hala)         | 8:21,85 |
| 2001    | Letnia uniwersjada          | Pekin       | 14.     | bieg na 3000 m z przeszkodami | 8:53,74 |
| 2001    | Letnia uniwersjada          | Pekin       | 21.     | półmaraton                    | 1:11:26 |
| 2003    | Letnia uniwersjada          | Daegu       | 4.      | bieg na 3000 m z przeszkodami | 8:40,41 |
| 2006    | Halowe mistrzostwa świata   | Moskwa      | 10. H   | bieg na 3000 m (hala)         | 8:08,35 |
| 2007    | Halowe mistrzostwa Europy   | Birmingham  | 9. H    | bieg na 3000 m (hala)         | 8:04,28 |
| 2007    | Mistrzostwa świata          | Osaka       | DNF     | maraton                       | N/A     |
| 2008    | Letnie igrzyska olimpijskie | Pekin       | 41.     | maraton                       | 2:21:18 |
| 2012    | Letnie igrzyska olimpijskie | Londyn      | 25.     | maraton                       | 2:16:25 |
| Źródło: |                             |             |         |                               |         |

## Rekordy życiowe
- bieg na 3000 m – 8:17,41 (1 maja 2000, Bar)
- bieg na 5000 m – 14:14,85 (19 czerwca 2010, Belgrad)
- bieg na 10 000 m – 29:42,12 (27 maja 2006, Praga)
- bieg na 3000 m z przeszkodami – 8:33,50 (10 czerwca 2000, Kiszyniów)
- 10 km – 0:28:55 (26 września 2009, Genewa)
- półmaraton – 1:02:33 (27 października 2002, Podgorica)
- maraton – 2:08:32 (2 maja 2010, Düsseldorf)

Halowe
- bieg na 3000 m – 8:04,28 (2 marca 2007, Birmingham)

Źródło: 